# ジェームズ・セシル (第3代ソールズベリー伯爵)
第3代ソールズベリー伯爵ジェームズ・セシル（英語: James Cecil, 3rd Earl of Salisbury KG PC、1646年 – 1683年5月24日）は、イングランド王国の貴族、政治家。1660年から1668年までクランボーン子爵の儀礼称号を使用した。

## 生涯
クランボーン子爵チャールズ・セシルと妻ダイアナ（1623年ごろ – 1675年6月、初代ダールトン伯爵ジェームズ・マクスウェルの娘）の息子として生まれた。出生日は1646年3月27日以前とされる。『ケンブリッジ大学同窓生名簿』では「ケンブリッジ大学セント・ジョンズ・カレッジに通ったと言われている」と記載されているものの、入学日などの詳細はなかった。『完全貴族要覧』は同書を引用しつつ、セント・ジョンズ・カレッジの入学者名簿に名前がないとし、『オックスフォード英国人名事典』は「可能性があるものの、入学の証拠は不確か」とした。
1661年4月23日のチャールズ2世戴冠式でページ・オブ・オナーを務めた。1666年、第二次英蘭戦争で志願兵としてロイヤル・チャールズ号に乗船して参戦した。
1668年4月、ハートフォードシャー選挙区の補欠選挙に立候補して、庶民院議員に当選した。対立候補がイングランド国教会を熱烈に支持したこともあり、クランボーン子爵は国教忌避者であるクエーカーの支持を受けて当選した。しかし、父が祖父に先立って1660年に死去した後、祖父が1668年12月3日に死去して、クランボーン子爵がソールズベリー伯爵位を継承したため、補欠選挙で1,200ポンド近くを費やしたにもかかわらず、わずか8か月で貴族院に移籍してしまった。庶民院ではCabalを支持した。
1669年10月21日に貴族院議員に就任した。貴族院ではCabalの初代シャフツベリ伯爵アントニー・アシュリー＝クーパーの政見に近く、野党ホイッグ党に属した。たとえば、1674年2月に王弟ヨーク公ジェームズの子女にプロテスタント教育を受けさせる法案を提出し、1677年2月には第2代バッキンガム公爵ジョージ・ヴィリアーズの「騎士党議会の閉会は違法である」という主張に賛成した。チャールズ2世は激怒し、ソールズベリー伯爵はロンドン塔に投獄された。ソールズベリー伯爵夫人マーガレットは夫が処刑されるだろうと信じていたが、子供が生まれそうになるとチャールズ2世はソールズベリーに一時帰宅を許し、7月にはソールズベリーがチャールズ2世と貴族院に謝って許された。
1679年1月3日に枢密顧問官に任命され、1月8日には初代スタッフォード子爵ウィリアム・ハワードによるカトリック陰謀事件への関与を調査する貴族の1人に任命された。この任命は広く歓迎され、ソールズベリーは1680年8月31日にガーター勲章を授与されるに至った。しかし、ホイッグ党の一員としてヨーク公ジェームズを王位から排除することに賛成したため、チャールズ2世の不興を買った。1679年10月にもソールズベリーがヨーク公を冷遇する事件が起こった。ヨーク公はスコットランドに向かう道中、ソールズベリーの邸宅に泊まることになったが、ソールズベリーはヨーク公の到着を予想して、わざと何の準備もさせずに出かけた。ヨーク公は近くの村で食べ物やろうそくを調達するはめになり、出発するときに「宿代」として8シリングを残した。
1681年1月18日、チャールズ2世が王位排除法案を阻止すべく議会解散を検討し、それが枢密院で討議されているところ、ソールズベリーは反対した。チャールズ2世がソールズベリーを強引に黙らせると、ソールズベリーは枢密院からの退出を求め、チャールズ2世は「これほど許可しやすい要求はないだろう」として許可を出し、ソールズベリーの名前を枢密顧問官のリストから削除するよう命じた。
1683年3月末より重病に陥り、初代エセックス伯爵アーサー・カペルと初代モンマス公爵ジェイムズ・スコットがハットフィールドへ見舞いに行った。5月24日に死去、同月にハットフィールドで埋葬された。息子ジェームズが爵位を継承した。ソールズベリー伯爵は年収12,200ポンド相当の領地があったものの、78,000ポンド以上の債務を残しており、その死でセシル家が財政難に陥った。
死後の1683年7月、ライハウス陰謀事件の審議において第3代エスクリックのハワード男爵ウィリアム・ハワードがソールズベリーの陰謀関与を証言したが、『オックスフォード英国人名事典』は病死の経緯からして、関与したとしてもほとんど陰謀の助けにならなかっただろうとした。

## 家族
1661年9月25日、マーガレット・マナーズ（1645年ごろ – 1682年、第8代ラトランド伯爵ジョン・マナーズの娘）と結婚、5男5女をもうけた。
- ジェームズ（1666年9月25日洗礼 – 1694年10月24日） - 第4代ソールズベリー伯爵[1]
- ロバート（英語版）（1670年11月6日洗礼 – 1716年2月23日） - 庶民院議員。1690年7月28日、エリザベス・メイネル（Elizabeth Maynell、アイザック・メイネルの娘、ウィリアム・ヘイルの未亡人）と結婚、子供あり[8]
- ウィリアム[7]
- チャールズ[7]
- ジョージ[7]
- キャサリン（1688年8月13日没） - 1683年7月12日、第2代準男爵サー・ジョージ・ダウニング（英語版）と結婚、子供あり[7]
- フランシス（1698年没） - 1692年、初代準男爵サー・ウィリアム・ハルフォード（1709年3月1日没）と結婚、子供あり[7]
- メアリー（1740年3月29日没[7]） - 1684年4月23日、サー・ウィリアム・フォレスター（英語版）と結婚、子供あり[9]
- マーガレット（英語版）（1672年4月18日洗礼 – 1728年2月21日） - 四女。1691年春、第2代ストーウェル男爵ジョン・ストーウェルと結婚、子供あり。1696年1月9日、初代ラネラ伯爵リチャード・ジョーンズ（英語版）と再婚、子供なし[10]
- ミルドレッド（Mildred、1675年ごろ – 1727年1月18日） - 1693年8月14日、第3代準男爵サー・ユーヴドール・コーベット（1668年ごろ – 1701年10月15日）と結婚、子供あり[11]。1710年ごろ、第4代準男爵サー・チャールズ・ホサム（英語版）と再婚、1男（夭折）をもうけた[12]